# Отто I (пфальцграф Рейнський)
Отто I фон Зальм (нім. Otto I. von Salm; бл. 1080–1150) — 5-й пфальцграф Рейнський в 1040 році.

## Життєпис
Походив зі знатного лотаринзького роду. Другий син антикороля Германа фон Зальма та Софії фон Формбах. Народився близько 1080 року. Молоді роки провів в Лотарингії.
1115 року оженився з представницею впливового роду Нортгайм, удовою рейнського пфальцграфа Зигфріда Асканія, ставши опікуном його сина Зигфріда II, графа Веймар-Орламюнде, та Вільгельма.
Звів замок Рейнек, за яким з 1124 року став зватися Оттон фон Рейнек. У 1125 році підтримав Лотаря Суплімбурзького при обранні імператора Священної Римської імперії. Домігся від нього для свого пасорбка Вільгельма передачі пфальцграфства Рейнського, що фактично сталося лише 1129 року. 1136 року став співволодарем пфальцграфства Рейнського.
Був прихильником Вельфів, активно боровся проти Гогенштауфенів. Тому коли представник останніх — Конрад — 1138 року став королем Німеччини, становище фон Зальма та його пасорбка погіршилося.
Після смерті Вільгельма 1140 року на деякий час зайняв пфальцграфство, але Конрад III передав його Генріху Бабенбергу. Але частина пфальцграфства перебувала під владою Отто фон Зальма, який своєю резиденцією обрав замок Тройс. 
1142 року протистояв новому пфальцграфу Герману фон Шталеку, з яким 1148 року почав відкриту війну. Водночас 1146 року невдало воював проти Герберта ван Бірума, єпископа Утрехту, за графство твенте, програвши битву при Отмерсумі. Його син Оттон II потрапив в полон до Германа фон Шталека й був убитий 1149 року. 1150 року помер. А 1151 року його замок Рейнек було зруйновано Конрадом III, а графство бентгайм було передано Утрехтському єпископству.

## Родина
Дружина — Гертруда, донька Генріха фон Нортгайма, маркграфа Фризландії.
Діти:
- Оттон (бл. 1115—1149), з 1116 року — граф Бентгайм
- Софія (д/н—1176), дружина: 1) Дірка VI, графа Голландії; 2) Альбрехта I Асканія, маркграфа Бранденбургу
- Беатрикс, дружина Вілбранда I, графа Галлермунду